# Paniis (Pasawahan)
Paniis is een bestuurslaag in het regentschap Kuningan van de provincie West-Java, Indonesië. Paniis telt 3618 inwoners (volkstelling 2010).